# Florence Malone
Florence Malone (8 de octubre de 1891 - 4 de marzo de 1956) fue una actriz teatral y cinematográfica estadounidense, activa en la época del cine mudo. Actuó en varias piezas entre 1907 y 1920, muchas de ellas en el circuito de Broadway, y en 6 filmes rodados entre 1915 y 1920.

## Biografía
Nacida en el barrio de Brooklyn, en la ciudad de Nueva York, inicialmente quería ser pintora, disciplina que llegó a estudiar en su ciudad natal. Sin embargo, acompañó a una amiga a pasar una prueba como cantante en la compañía teatral de Andrew Macks. Uno de los agentes teatrales se interesó por ella y, con 16 años, obtuvo la posibilidad de trabajar en la obra The Minister’s Daughter. Posteriormente viajó a San Fransico, donde trabajó con Mrs. Leslie Carter en Vasta Herne en el año 1910. James Forbes también se interesó por ella, dándole un papel en The Commuters (1912). En Broadway formó parte del elenco de obras como Respect for Riches (1920, como Muriel) y The Masquerader (1917, como Lady Lillian Astrupp).
Como actriz cinematográfica, Malone tuvo pocas interpretaciones, debutando con The Master Hand (1915), film producido por Premo Feature Film Corporation. En 1916 actuó en el serial The Yellow Menace, de Serial Film Corporation. Su último film fue The Strongest, estrenado en 1920.
Un accidente ocurrido hacia 1925-1926 marcó su rostro, y se vio forzada a abandonar la actuación. Sin embargo, con posterioridad trabajó para programas radiofónicos de NBC.
Florence Malone falleció en Lyons, Nueva York, en el año 1956.

## Teatro
- 1907 : The Minister’s Daughter[8]
- 1910 : Vasta Herne
- 1912 : The Commuters,[9][10] junto a Harry Davenport (1866-1949)
- 1912 : The Talker[11]
- 1913 : The Silver Wedding[12][13]
- 1915 : Under Cover[14][15][16]
- 1917 : The Masquerader
- 1920 : Respect for Riches
- The Ladder[17]

## Filmografía
- 1915 : The Master Hand
- 1915 : The Suburban
- 1916 : The Yellow Menace
- 1918 : The Sea Waif
- 1919 : The Battler
- 1920 : The Strongest